# Линия Йокосука
Линия Йокосука (яп. 横須賀線 ёкосука сэн) — железнодорожная линия японского железнодорожного оператора East Japan Railway Company.
Линия соединяет станцию Токио, расположенную в районе Тиёда, Токио и станцию Курихама в городе Йокосука префектуры Канагава. Официально, название «Линия Йокосука» носит участок, протяжённостью 23,9 километра от станции Офуна до станции Курихама, но на практике так называют весь маршрут от Токио до Курихамы (железнодорожные схемы и указатели на станциях).

## Основная информация

### Официальные определения
- Операторы, расстояния:
  - East Japan Railway Company (JR East) (Обслуживание и пути)
    - Офуна — Курихама: 23,9 км

  - Japan Freight Railway Company (JR Freight) (Обслуживание)
    - Офуна — Дзуси: 8,4 км
- Двухпутный участок: Офуна — Йокосука
- Железнодорожная светофорная сигнализация: CTC

### Маршрут под управлением JR East
- Токио — Курихама: 73,3 км
- Двухпутный участок: Токио — Йокосука
- Железнодорожная светофорная сигнализация: CTC
- Максимальная скорость: 120 км/ч

## Маршрут
Линия Йокосука пролегает под землёй на участке от станции Токио до станции Синагава (параллельно линиям Токайдо, Яманотэ и Кэйхин-Тохоку), затем идёт на запад вдоль линии Токайдо-синкансэн в направлении города Кавасаки. (Этот участок также известен под названием Линия Хинкаку (яп. 品鶴線 хинкаку сэн) и первоначально был построен для перевозки грузов). От станции Цуруми составы движутся по путям линии Токайдо до станции Офуна, где линия Йокосука ответвляется в сторону полуострова Миура.

## История

### Хронология
- 1889 (16 июня) — открывается линия между станциями Офуна и Йокосука с остановками на станциях Камакура и Дзуси.
- 1895 (1 апреля) — линия входит в состав линии Токайдо.
- 1904 (1 мая) — открыта станция Таура.
- 1909 (12 октября) — линия получила название «Линия Йокосука».
- 1914 (12 августа) — линия стала двухпутной на участке от станции Дзуси до сигнальной станции Нумана.
- 1916 (13 сентября) — линия стала двухпутной на участке от станции Офуна до станции Камакура.
- 1917 (март) — линия стала двухпутной на участке от станции Камакура до станции Дзуси.
- 1920 (20 октября) — линия стала двухпутной на участке от сигнальной станции Нумана до станции Таура.
- 1924 (25 декабря) — линия стала двухпутной на участке от станции Таура до станции Йокосука.
- 1925 (23 декабря) — линия полностью электрифицирована; электровозы начинают движение по линии.
- 1927 (20 мая) —  открыта станция Кита-Камакура (временная).
- 1930 (15 марта) — начинают ходить электрички.
- 1930 (1 октября) — станция Кита-Камакура получает статус постоянной.
- 1944 (1 апреля) — линия продлена до Курихамы; открывается станция Курихама.
- 1945 (апрель—август) — функционирует временная станция Сагами-Каная для обслуживания военной базы, расположенной между станциями Йокосука и Кинугаса.
- 1952 (1 апреля) — открывается станция Хана-Дзуси.
- 1968 (16 июня) — взрыв на поезде линии Йокосука около станции Офуна, погиб один и пострадали 14 человек.
- 1974 (1 октября) — приостановлена перевозка грузов на участке от станции Йокосука до станции Курихама.
- 1976 (1 октября) — ввод в эксплуатацию нового двухпутного участка от станции Токио до станции Синагава.
- 1980 (1 октября) — введён в эксплуатацию отдельный участок путей линии Токайдо для составов линии Йокосука от станции Токио до станции Офуна; открыты станции Син-Кавасаки и Хигаси-Тоцука; на станции Ходогая останавливаются только составы линии Йокосука.
- 1984 (1 февраля) — приостановлена перевозка грузов на участке от станции Йокосука до станции Дзуси.
- 1986 (2 апреля) — открывается станции Ниси-Ои.
- 1998 (2 мая) — начало сквозного сообщения с линией Иокогама до станции Дзуси по выходным и праздникам.
- 2001 (1 декабря) — открыта линия Сёнан-Синдзюку.
- 2004 (16 октября) — пересмотр маршрутов линии Сёнан-Синдзюку; отмена составов, идущих до станции Синдзюку.
- 2006 (1 мая) — приостановлена перевозка грузов на участке от станции Таура до станции Дзуси.
- 2008 (15 марта) — отмена сквозного сообщения с линией Иокогама до станции Дзуси по выходным и праздникам; новая платформа для линии Йокосука открыта на станции Синагава.
- 2010 (13 марта) — составы линии Йокосука останавливаются на станции Мусаси-Косуги.

### Линия Хинкаку
Линия Хинкаку (яп. 品鶴線 хинкаку сэн) была построена для того чтобы разгрузить от грузового трафика линию Токайдо на участке между станциями Токио и Цуруми. После взрыва 1967 года на станции Синдзюку, грузовые перевозки по путям, проходящим в центральном Токио были запрещены. Это послужило толчком к строительству новой, огибающей Токио линии Мусасино. Новая линия была соединена с линией Хинкаку в 6 километрах к северу от станции Цуруми около станции Мусаси-Косуги, и с её открытием в 1975 году практически весь грузовой трафик пошёл по линии Мусасино, оставляя тем самым линию Хинкаку полностью без работы.
Для того чтобы снова задействовать линию, был сооружён новый 6-километровый участок. Были открыты две новые станции: Син-Кавасаки, соединённая с ранее существовавшей станцией Касимада линии Намбу в 1980 году и Ниси-Ои в 1986 году. В 2010 году линия была соединена со станцией Мусаси-Косуги.

## Виды обслуживания
Местные поезда останавливаются на каждой станции. Большинство составов состоят из одиннадцати вагонов, два из которых с местами повышенной комфортности. Есть также составы из 15 вагонов, которые ходят от Токио до Дзуси. Так как платформы на станциях к югу от Дзуси короче, то на данном участке ходят только составы из 11 вагонов.
Составы линии Сёнан-Синдзюку типа «local» останавливаются на всех станциях линии Йокосука на участке от Ниси-Ои до Дзуси.
Существует сквозное сообщение с линией Собу до станции Тиба и далее. Некоторые составы доезжают до станций:
- Кадзуса-Итиномия на линии Сотобо
- Кимицу на линии Утибо
- Аэропорт Нарита через станцию Нарита на линии Нарита (Аэропорт Нарита)
- Касима-Дзингу на линии Касима
- Наруто на линии Собу

## Станции
Участок от станции Йокосука до станции Курихама является однопутным, разъезды находятся на станциях Кинугаса и Курихама.
| Название линии | Станция       | Японское название | Расстояние (км) | Расстояние (км)          | Расстояние (км)      | Liner | Пересадки | Расположение | Расположение |
| Название линии | Станция       | Японское название | Между станциями | Всего                    | Всего                | Liner | Пересадки | Расположение | Расположение |
| -------------- | ------------- | ----------------- | --------------- | ------------------------ | -------------------- | ----- | --- | ------------ | ------------ |
| Линия Токайдо  | Токио         | 東京              | -               | 0.0                      |                      | ●     | Линия Собу (Скорая) (сквозное сообщение), Тохоку-синкансэн, Ямагата-синкансэн, Акита-синкансэн, Дзёэцу-синкансэн, Нагано-синкансэн, Линия Тюо (Скорая), Линия Яманотэ, Линия Кэйхин-Тохоку, Линия Токайдо, Линия Кэйё Токайдо-синкансэн Линия Маруноути (M-17) | Тиёда        | Токио        |
| Линия Токайдо  | Симбаси       | 新橋              | 1.9             | 1.9                      |                      | ●     | Линия Яманотэ, Линия Кэйхин-Тохоку, Линия Токайдо Линия Гиндза (G-08) Линия Асакуса (A-10) Линия Юрикамомэ (U-01) | Минато       | Токио        |
| Линия Токайдо  | Синагава      | 品川              | 4.9             | 6.8                      |                      | ●     | Линия Яманотэ, Линия Кэйхин-Тохоку, Линия Токайдо Токайдо-синкансэн Линия Кэйкю | Минато       | Токио        |
| Линия Токайдо  | Ниси-Ои       | 西大井            | 3.6             | 10.4                     |                      | ｜    | Линия Сёнан-Синдзюку (до станции Осаки) | Синагава     | Токио        |
| Линия Токайдо  | Мусаси-Косуги | 武蔵小杉          | 6.4             | 16.8                     |                      | ｜    | Линия Намбу Линия Тоёко, Линия Мэгуро | Кавасаки     | Канагава     |
| Линия Токайдо  | Син-Кавасаки  | 新川崎            | 2.7             | 19.5                     |                      | ｜    | | Кавасаки     | Канагава     |
| Линия Токайдо  | Цуруми        | (鶴見)            | 5.1             | через Син- Кавасаки 24.6 | через Кавасаки 21.7  | ｜    | Официально является частью линии хотя поезда на ней не останавливаются | Иокогама     | Канагава     |
| Линия Токайдо  | Иокогама      | 横浜              | 7.1             | 31.7                     | 28.8                 | ｜    | Линия Кэйхин-Тохоку, Линия Иокогама, Линия Нэгиси, Линия Токайдо Линия Тоёко Линия Кэйкю Sagami Railway Линия Сотэцу (Sagami Railway) Yokohama Municipal Subway: Синяя Линия (B20) Линия Минатомирай                                                           | Иокогама     | Канагава     |
| Линия Токайдо  | Ходогая       | 保土ヶ谷          | 3.0             | 34.7                     | 31.8                 | ｜    | | Иокогама     | Канагава     |
| Линия Токайдо  | Хигаси-Тоцука | 東戸塚            | 4.9             | 39.6                     | 36.7                 | ｜    | | Иокогама     | Канагава     |
| Линия Токайдо  | Тоцука        | 戸塚              | 4.2             | 43.8                     | 40.9                 | ｜    | Линия Токайдо Yokohama Municipal Subway: Синяя Линяя (B06) | Иокогама     | Канагава     |
| Линия Токайдо  | Офуна         | 大船              | 5.6             | 49.4                     | 46.5                 | ●     | Линия Токайдо, Линия Нэгиси Shōnan Monorail | Иокогама     | Канагава     |
| Линия Йокосука | Офуна         | 大船              | 5.6             | 49.4                     | от станции Офуна 0.0 | ●     | Линия Токайдо, Линия Нэгиси Shōnan Monorail | Камакура     | Канагава     |
| Линия Йокосука | Кита-Камакура | 北鎌倉            | 2.3             | 51.7                     | 2.3                  | ｜    | | Камакура     | Канагава     |
| Линия Йокосука | Камакура      | 鎌倉              | 2.2             | 53.9                     | 4.5                  | ●     | Enoshima Electric Railway (Enoden) | Камакура     | Канагава     |
| Линия Йокосука | Дзуси         | 逗子              | 3.9             | 57.8                     | 8.4                  | ●     | Линия Дзуси (Син-Дзуси) | Дзуси        | Канагава     |
| Линия Йокосука | Хигаси-Дзуси  | 東逗子            | 2.0             | 59.8                     | 10.4                 |       | | Дзуси        | Канагава     |
| Линия Йокосука | Таура         | 田浦              | 3.4             | 63.2                     | 13.8                 |       | | Йокосука     | Канагава     |
| Линия Йокосука | Йокосука      | 横須賀            | 2.1             | 65.3                     | 15.9                 |       | Линия Кэйкю (Хэми, Сиоири) | Йокосука     | Канагава     |
| Линия Йокосука | Кинугаса      | 衣笠              | 3.4             | 68.7                     | 19.3                 |       | | Йокосука     | Канагава     |
| Линия Йокосука | Курихама      | 久里浜            | 4.6             | 73.3                     | 23.9                 |       | Линия Курихама (Кэйкю-Курихама) | Йокосука     | Канагава     |